# Marija. Spasti Moskvu
Marija. Spasti Moskvu (Мария. Спасти Москву) è un film del 2022 diretto da Vera Storoževa.

## Trama
Il film ripercorre la storia del tenente Maria Petrova durante la grande guerra patriottica.